# Златни пясъци
 Тази статия е за курорта.  За природния парк вижте Златни пясъци (природен парк).  
Златни пясъци (до 29 юни 1942 г. Узун кум) е един от трите големи български морски курорта, разположени в северната част на българското Черноморие. Намира се в община Варна, район Приморски, на 16 км от центъра на Варна.
Разположен е в полите на природния парк „Златни пясъци“ – територия, защитена от закона. Плажната ивица, покрита със златист пясък, е с дължина 3,5 км и е широка до 100 м. Изграждането му започва през 1956 г. (главен проектант е архитектът Георги Ганев) с построяването на 70 хотела с 15 000 места. Първият е хотел „Оазис“.
Златни пясъци е най-известният курорт по северното черноморско крайбрежие. Той е вторият по капацитет и посещаемост български курорт. Според Националния статистически институт към 2020 г. комплексът разполага с 31 745 легла в 78 места за настаняване и има капацитет 3 525 936 леглодена на сезон, броят на реализираните нощувки е 1 163 058, а на пренощувалите – 281 096 души.
Територията около курорта е уникална със своите растителни видове и крайморска растителност. Тя е обособена като природен парк. В него се съхраняват застрашени и защитени растителни и животински видове и има изградени пет туристически маршрута, които преминават през стари чешми, кътове за отдих, места с очарователен изглед към морето. Културно-историческото наследство на парка обхваща широк период – от Древността до късното Средновековие.
Освен за ваканционен туризъм курортът се използва и за целогодишно балнеолечение. Четири от минералните източници в Златни пясъци с общ дебит 150 куб.м в секунда са особено полезни.
Златни пясъци е благоприятно място за провеждане на мероприятия от всякакъв характер като симпозиуми, семинари, обучения, работни срещи и др. Удобствата и добре разположените хотели в близост до Варна са предпоставка за честите мероприятия в комплекса. През последните години редица организации, сдружения, професионални съюзи, централни и местни администрации провеждат своите срещи в хотелите на прекрасния комплекс на брега на морето.

## История
Братята Херман и Карел Шкорпил, които историята помни като основателите на българската археологическа наука, са първите застъпници за създаване на курорт в местността Узун кум (от турски – Дълъг пясък). Още през 1915 г. те прокарват идеята си за изграждане на морски санаториум и летни жилища в тази местност.
С постановление на Министерския съвет от 1 декември 1955 г. се поставя задачата да бъдат изградени през следващите две години два курортни комплекса край Варна: Дружба (днес Св. св. Константин и Елена) с 1000 легла и Златни пясъци с 2000 легла. Обявен е конкурс в Държавен вестник за авторски колектив, който да проектира Златни пясъци. Конкурсът е спечелен от колектив, начело с арх. Георги Ганев.
Съвсем естествен е изборът на местността Узун кум, северно от Варна. Мястото съчетава по невероятен начин девствена гора и просторен плаж. Една от изключителните природни забележителности тук, от която днес е останал само споменът, е било голямото сладководно езеро, само на стотина метра от морския бряг, в което са живеели водни костенурки. Днес на това място се намира централната част на курорта с атракциите: Айфеловата кула, Виенското колело и хотел „Интернационал“. На екип от трийсет български архитекти е възложено проектирането на курортния комплекс, а самото му изграждане минава през три етапа. През първия етап са построени малки, главно двуетажни хотели по плажната ивица. По-късно се появяват хотелските комплекси и увеселителните заведения на втора и трета линия.
По време на бързо развиващото се строителство в курорта интересен факт е битката със змиите. За тяхното унищожаване са докарани таралежи от Албания и са повикани на помощ специалисти от зоологическата градина.
Първата копка на комплекса е направена на 11 август 1956 г., а на 30 юни следващата година е открит първият хотел – „Родина“ (днес хотел „Адмирал“). Само за година до началото на сезона през 1957 г., са построени и отварят врати осем хотела и пет сектора с дървени къщички – „Родина“, „Изгрев“, „Сердика“ („Лилия“), „Хоризонт“, „Ялта“, „Дружба“ („Морска звезда“/„Вистамар“), „Савоя“ („Луна“) и „Дунав“ („Сирена“). Открити са ресторантите „Калиакра“, „Морско око“, „Казино“, „Старият дъб“, „Златна рибка“ и бар-сладкарницата „Домино“. На 31 юли 1957 г. е открит хотел „Изгрев“.
Курортът добива завършен вид през 1965 г., когато влизат в експлоатация хотелите „Москва“, „Метропол“, „Ерма“, „Диана“, „Екселсиор“, „Зорница“, „Сердика“, „Славей“, „Мадара“. Година по-късно вече настаняват туристи и във високите хотели „Варшава“, „Хавана“, „Царевец“, „Трапезица“(„Роял“). С тях завършва деветият етап на строителството на Златни пясъци. Те окончателно оформят втората линия на комплекса.
Същата година са открити две атракционни заведения – „Кукери“ и „Цигански табор“. Строителството обаче не спира и през следващите три години новостите в курорта са свързани с хотелите „Копривщица“, „Камчия“, „Перла“, „Атлас“, както и със символа на Златни пясъци – 18-етажния хотелски комплекс „Интернационал“, предлагащ киносалон, плувен басейн с минерална вода, лечебен сектор, бар, сладкарница, фризьорски салони и др.
Изграждането на повечето големи хотели и увеселителни заведения, включени в първоначално замисления план на курорта, отнема около десет години. Според идеята тогава курортът е трябвало да съчетава възможността за семеен туризъм край морето с потенциала на един от най-реномираните балнеолечебни центрове у нас. След приключване на последния етап от строителството на Златни пясъци през 1966 г. в България започва и развитието на мащабна програма за привличането на туристи от Европа.
Истински бум в развитието си курортният комплекс преживява в края на 90-те години на XX век, когато бившата държавна собственост в него е приватизирана. От 2000 г. Златни пясъци е изцяло частен курорт.

## Транспорт
Има редовен автобусен транспорт от Варна за Златни пясъци. Курортът е свързан чрез автобуси и директно с летище Варна. Има и редовни автобусни линии от София през Варна, които стигат до Златни пясъци.
С градски транспорт от Варна до курорта се стига с автобуси № 9 и № 409 (крайна спирка в к-с Ривиера), както и с № 109 и № 209 (крайна спирка „Панорама“).

## Хотели
Хотели в Златни пясъци са:
- 5 звезди: „Адмирал“, Double Tree by Hilton Varna,[8] „Интернационал“, „Марина Гранд Бийч“, Melia Grand Hermitage
- 4 звезди: „Алегра“, „Aрeнa Maр“, „Астера“, „Астория“[9], „Атлас“, „Афродита“, „Берлин Голдън Бийч“, „Берлин Грийн Парк“, „Вивa Клуб“, „Гладиола Стар“, „Гларус“, Golden Beach, Golden Line, Golden Yavor, Grifid Encanto Beach, Grifid Hotel Arabela, Grifid Hotel Bolero, Grifid Hotel Metropol, Grifid Hotel Vistamar, „Джоя парк“, „Еделвайс“, „Екселсиор“, „Елена“, „Здравец“, „Калиакра Палас“, „Кристал“, „Лилия“, „Луна“, „Мадара“, „Мимоза“, „Мирабел“, „Moрскo окo Гaрдeн“, „Одесос“, „Пaлм Бийч“, „Пaлмa“, „РИУ Долче Вита“, „Роял“, „Сердика“, „Славей“, „София“, „Умани“[10], „Хaвaнa“, Helios & SPA Resort, Holiday Park Hotel, „Централ“.
- 3 звезди: „Акация“, „Амбасадор“, Blue Sky, „Бонита“, „Бриз“, „Вежен“, „Грийн Парк“, „Глaдиoлa“, „Градина“, „Дaнa Пaлac“, „Златен рог“, „Камчия Парк“, „Люляк“, „Мак“, „Малина“, Paradise Green Park, „Пaрти хoтeл Влaдислaв“, „Перла“, „Плиска“, „Преслав“, „Тинтява“, „Перуника“, „Рива“, „Русалка“, Sunrise, „Шипка“[11].
- 2 звезди: „Бeндитa Maрe“, „Варшава“, „Диана“, „Ерма“, „Зора“, „Царевец“.
- 1 звезда: „Вила Оазис“ бунгала, „Лагуна“ бунгала, „Хоризонт“.

## Плаж
Плажната ивица на Златни пясъци е с дължина 3,5 км. Отличава се със своя много фин, златист пясък и предоставя чудесни възможности за почивка и плажни спортове. Съвсем близо се намира и едноименният „Природен парк“, предлагащ тучна зеленина и разнообразие от сенчести туристически маршрути.
През 2021 г. Златни пясъци попада в годишната класация на международния уебсайт Big 7 Travel за най-добрите 50 плажа в света.
Централният плаж има широка, чиста и добре поддържана плажна ивица, но заради големия интерес към Златни пясъци в разгара на сезона е пренаселен. На плажа са изградени всякакви удобства за плажуващите – ресторанти, барове, душове и тоалетни. Съществува възможност за практикуване на водни спортове, има игрища за плажен волейбол и футбол. Предлагат се развлечения с джетове, парашути, въздушни балони и др. Плажът ежедневно се охранява от спасители, които се грижат за безопасността на летуващите. В част от плажната ивица ползването на чадър и шезлонг се заплаща по сравнително високи цени.
По алеята има редица магазини за сувенири, дрехи, магазини и др. През лятото е трудно да се намерят места за паркиране на превозни средства. Препоръчително е да се ходи на плаж рано сутринта. В близост до плажа има построен голям аквапарк, където се предлага изобилие от забавления за деца и възрастни.

## Яхтено пристанище
Яхтеното пристанище „Златни пясъци“ е с предназначение домуване или приставане на яхти и лодки за крайбрежни и международни плавания, водни спортове, туризъм и развлечения. Понастоящем разполага с два оборудвани пирса и шест кея с повече от сто охраняеми места за швартовка на яхти с възможност за включване на водопровод, безжичен интернет и ел. захранване.
В западната част е изграден единствен по рода си хелинг (слип) за плавателни съдове с дълбочина до 2,50 м и ширина 11 м. В непосредствена близост (до хелинга) през 2008 г. е изградена и първата на българското Черноморие яхтена бензиностанция, с две колонки за бензин и дизелово гориво.

## Спорт
В Златни пясъци е разположен спортният комплекс НСБ „Спортпалас“, предназначен за спортна подготовка, бързо физическо възстановяване и подобряване на цялостната физическа форма.

## Атракционен парк „Акваполис“
Атракционен парк „Акваполис“ е сред най-красивите водни паркове в Източна Европа и първият в България, изграден в уникален мавритано-средиземноморски стил. Той се намира в северозападната част на курорта Златни пясъци, на главния път от к-с „Ривиера“ към к-с „Албена“. Водният парк е разположен в гората с неповторим изглед към морето и целия курортен комплекс. В „Акваполис“ могат едновременно да пребивават до 3000 посетители.
На входа на парка е изградена скала за катерене с възможни седем маршрута по проект на световния шампион по скално катерене Педро Понс от Испания. Край скалата е оформен амфитеатър, водопад с изкуствено езеро и панорамен снек-бар „Алказар“. Към водния парк е изграден и паркинг за 100 автомобила и 10 автобуса, снабден със специална отсечка за директно придвижване на инвалиди до входа на „Акваполис“.

## Конкурси и фестивали
В Златни пясъци се провеждат международни конкурси и фестивали:
- Мис „Златни пясъци“
- Мис „Красавици в мокри фанелки“
- „Най-силен българин“
- Ретропарад на автомобили
- Черноморски кукерски фестивал
- Изложби на кучета
- Национална среща на близнаците от всички възрасти и зодии

## Забележителности
- Изглед към плажа с атракции през 2007 г.
- Изглед от Крайбрежните гори на Златни пясъци през 2010 г.
- Панорамен изглед към морето с плажните барове през 2013 г.
- Изглед към Айфеловата кула през 2013 г., построена през 2007 г.
- Изглед към плажа и Виенското колело през 2013 г.
- Малко голф игрище през 2007 г.